# Simone Roger-Vercel
Simone Roger-Vercel (de son nom de naissance Simone Crétin, Vercel étant un pseudonyme) est une écrivaine française née le 10 janvier 1923 à Dinan, et morte le 17 septembre 2015 dans la même ville.

## Biographie
Fille de Roger Vercel, et sœur de l'artiste peintre Jean Vercel, elle écrit principalement des romans pour la jeunesse et des romans sentimentaux.

## Œuvre

### Brigitte
Il s'agit de la suite des Brigitte de l'auteur Berthe Bernage.
- Brigitte et le ciel qui s'éclaire, Elor, 1991 (ISBN 2907524232)N° 101
- Brigitte et le chevalier noir, Elor, 1992 (ISBN 2907524321)N° 102
- Brigitte et le regard sur l'avenir, Elor, 1993 (ISBN 2907524380)N° 103
- Brigitte et la force de l'amour, Elor, 1994 (ISBN 2907524453)N° 104
- Brigitte et les détours de la providence, Elor, 1995 (ISBN 2907524593)N° 105
- Brigitte et l'enfant du courage, Elor, 1996 (ISBN 2907524798)N° 106
- Brigitte et la lettre d'Argentine, Elor, 1998 (ISBN 291221422X)N° 107

### Autres romans
- Fanchette et le Moulin maudit, Élor, 1989 (ISBN 2907524089)
- Claire au voile blanc, Gautier-Languereau, 1976 (ISBN 2217300164)
- Claire et les Sorciers, Gautier-Languereau, 1978 (ISBN 2217300237)
- Claire au bord du lac, Gautier-Languereau, 1974
- Le Complot de Lannemeur, Tallandier, 1961
- La Brillante, Casterman, 1973
- Le Roi ou moi !, Tallandier, 1960
- Se marier dans l'année, Les Heures bleues – Femmes d'aujourd'hui, 1955
- Savoir faire les ouvrages de dames, Tallandier, 1968
- La Fin du grand hiver, Casterman, 1969
- Une fille de la forêt, France-Empire, 1966
- Oundo et les Sorciers blancs, Fleurus, 1967
- La Cavalière de la déroute, Albin Michel, 1949
- La Châtelaine aux deux visages, Gautier-Languereau, 1957
- La Petite Flamme des marais, Gautier-Languereau, 1963
- Croix sur les Caraïbes, Fleurus, 1961
- Sabine et le Châtelain, Tallandier, 1954
- La Saison des mirages, Tallandier, 1953
- Floki et le Renne blanc, Albin Michel, 1949
- Beau comme un dieu, Tallandier, 1954
- Cantilène dans la nuit, Tallandier, 1956
- Françoise et le Sphinx, Éditions Delphine, 1953
- Diane, chef d'entreprise, Club du roman féminin, 1964
- Conte du rivage, Taillandier, 1946
- Princesse étoile, Gautier-Languereau, 1959
- Les Fiancés de Jamileh, France-Empire, 1963
- Le Rubis mystérieux, Gautier-Languereau, 1960
- Le Pari de Lydia, À la belle Hélène, 1958
- Défense de m'aimer, À la belle Hélène, 1957
- L'Orphelin de Brocéliande, Gautier-Languereau, 1979 (ISBN 2217220179)
- Trois romans de danse, Gautier-Languereau, 1977 (ISBN 2217220136)

### Sur la Bretagne
- La Presqu'île de Quiberon, Ouest-France, 1981  (ISBN 2860100008)
- 15 histoires de Bretagne, Gautier-Languereau, 1976  (ISBN 2217040642)